# Мальсагов, Ахмед Татарханович
Ахме́д Татарха́нович Мальса́гов (1912, Альтиево, Терская область — 7 января 1942, Варваровка, Ворошиловградская область) — советский лётчик-бомбардировщик, в годы Великой Отечественной войны — командир звена 5-го ближнебомбардировочного полка 21-й смешанной авиационной дивизии ВВС Южного фронта, майор. Герой Российской Федерации (6.07.1995, посмертно).

## Биография
Родился в 1912 году в Альтиево (ныне — район Назрани). Ингуш.
В 1937 году с отличием окончил Сталинградскую военно-авиационную школу и стал лётчиком-бомбардировщиком. Война застала его в Ворошиловградской области, на Украине. Командовал звеном бомбардировщиков 5-го бомбардировочного авиационного полка. Его знали как бесстрашного воина, способного командира.
- С начала военных действий с 22 июня 1941 года имел 52 боевых вылета, налёт 65 часов 12 минут.
- С 20 августа 1944 года имел 21 боевых вылетов, 18 из которых были эффективными.
- 22 июня 1941 года вновь произвёл бомбардировочный удар по нефтебазе Констанца, тем самым вызвав взрывы и пожары.
- 22, 24, 29 июля 1941 года произвёл бомбардировочный удар по колоннам противника, в итоге уничтожил 10 танков и 2 роты пехоты немецких солдат и офицеров.
- 5 августа 1941 года произвёл бомбардировочный удар по скоплению танков в районе Первомайска, уничтожив 7 танков противника.
- 6 августа 1941 года было произведено два вылета на разведку, заметив движение колонн противника а также огромное скопление пехоты, метким попаданием бомб уничтожил взвод пехоты противника.
- 18, 19 августа 1941 года совершил 8 боевых вылетов по скоплению войск противника на о. Хортица. За отличную бомбардировку командующим фронтом была объявлена благодарность.
- 20, 21, 22 августа 1941 года в очередной бомбардировке колонн, уничтожил 10 танков, роту пехоты и две зенитных точек противника.

Погиб в боевом вылете 14 января 1942 года. Похоронен А. Т. Мальсагов в братской могиле, которая находится в селе Варваровка Кременского района Ворошиловградской области на Украине.
Награждён орденом Красного Знамени (7.01.1942).
Дважды представлялся к присвоению звания Героя Советского Союза. 6 июля 1995 года Указом Президента России Мальсагов Ахмед Татарханович посмертно награждён Золотой Звездой Героя России.
Младший брат Ахмеда Мальсагова — капитан Магомет Татарханович — был командиром танкового батальона. Тяжело ранен в 1942 году и доставлен в эвакогоспиталь. В числе других офицеров Красной Армии был расстрелян нацистами.